# Dysomma bucephalus
Dysomma bucephalus är en fiskart som beskrevs av Alcock, 1889. Dysomma bucephalus ingår i släktet Dysomma och familjen Synaphobranchidae. Inga underarter finns listade i Catalogue of Life.